# آندژی زابورسکی
آندژی زابورسکی (لهستانی: Andrzej Zaborski؛ ‏ ۷ مارس ۱۹۵۱) بازیگر اهل لهستان است.
از فیلم‌ها یا مجموعه‌های تلویزیونی که وی در آن‌ها نقش داشته‌است، می‌توان به شر کمتر، پیت‌بول، یانوشیک: روایتی واقعی، عروسی، کروک - زمزمه‌های شبانگاهی، اداره ترافیک، رز، پدر متیو، ۳۹ و نیم، رنگ‌های خوشبختی، کارآگاهان جنایی، ماگدا ام.، پرستار کودک و در خوشی و سختی اشاره نمود.